# Elliot Woolfolk Major

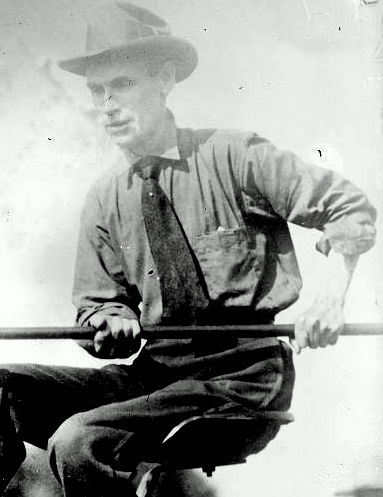
Elliot Woolfolk Major

Elliot Woolfolk Major (* 20. Oktober 1864 im Lincoln County, Missouri; † 9. Juli 1949 in Eureka, Missouri) war ein US-amerikanischer Politiker (Demokratische Partei) und von 1913 bis 1917 der 33. Gouverneur des Bundesstaates Missouri.

## Frühe Jahre und politischer Aufstieg
Elliot Major besuchte die öffentlichen Schulen im Lincoln County. Danach war er auf dem Watson Seminary im Pike County. Nach einem anschließenden Jurastudium wurde er im Jahr 1885 als Rechtsanwalt zugelassen. Majors politischer Aufstieg begann mit einem Mandat im Repräsentantenhaus von Missouri, das er zwischen 1897 und 1901 ausübte. Zwischen 1909 und 1913 war er Justizminister (Attorney General) von Missouri. Im November 1912 wurde er zum neuen Gouverneur seines Staates gewählt.

## Gouverneur von Missouri
Major trat sein neues Amt am 13. Januar 1913 an. In seiner vierjährigen Amtszeit entstanden in Missouri einige neue Behörden. Dazu gehörten die Autobahnverwaltung (Highway Commission), ein Begnadigungsausschuss, die Blindenhilfe und ein Ausschuss für öffentliche Dienstleistungen. Außerdem wurde damals die Landesfahne von Missouri offiziell vorgestellt und eingeführt.
Nach dem Ende seiner Amtszeit im Januar 1917 zog sich Major aus der Politik zurück und wurde wieder als Rechtsanwalt tätig. Seine Kanzlei befand sich in St. Louis. Eliot Major starb am 9. Juli 1949 und wurde auf dem Friedhof der Stadt Bowling Green beigesetzt. Er war mit Elizabeth Myers verheiratet, mit der er drei Kinder hatte.